# Comuna Bilencenkivka, Hadeaci
Bilencenkivka (în ucraineană Біленченківка) este o comună în raionul Hadeaci, regiunea Poltava, Ucraina, formată din satele Bilencenkivka (reședința), Hrîpakî, Kiblîțke, Orihanove, Osneahî, Ostroverhivka, Petroselivka, Pîsarivșciîna, Rudîkiv și Stepanenkî.

## Demografie
Componența lingvistică a comunei Bilencenkivka
     Ucraineană (98,35%)
     Rusă (1,12%)
     Alte limbi (0,42%)
Conform recensământului din 2001, majoritatea populației comunei Bilencenkivka era vorbitoare de ucraineană (98,35%), existând în minoritate și vorbitori de rusă (1,12%).